# Bugatti La Voiture Noire
La Voiture Noire (deutsch „Das schwarze Auto“) ist ein Einzelstück des zum Volkswagen-Konzern gehörenden Herstellers Bugatti, das im März 2019 auf dem Genfer Auto-Salon als Konzeptfahrzeug vorgestellt wurde. Die Modellbezeichnung bezieht sich auf einen verschollenen Vorkriegsklassiker von Bugatti. Mit einem Nettokaufpreis von elf Millionen Euro ist La Voiture Noire von 2019 der bislang teuerste jemals gebaute Neuwagen. Eine fahrbare Version wurde im Juni 2021 fertiggestellt und im Dezember 2021 in der Schweiz zugelassen.

## Entstehungsgeschichte
Das 1998 von Volkswagen gegründete Unternehmen Bugatti Automobiles, das nach eigenem Verständnis in der Tradition des Sportwagenherstellers Bugatti steht, produziert seit 2005 Hochleistungssportwagen in Kleinserie. Auf den Veyron 16.4 folgte der Chiron, von dem seit 2016 im elsässischen Molsheim eine Gesamtauflage von 500 Fahrzeugen entsteht. Um während der langen Produktionsphasen der sehr teuren Fahrzeuge das Interesse an der Marke aufrechtzuerhalten, präsentiert Bugatti regelmäßig Einzelfahrzeuge („One-off build“) und Sondermodelle, die technisch und stilistisch Abwandlungen der jeweiligen Serienfahrzeuge sind und teilweise konkreten Anlässen zugeordnet werden. Das Unikat La Voiture Noire entstand zur Feier des 110. Jahrestags der Gründung der Marke Bugatti 1909.
Der Hersteller versteht La Voiture Noire als eine Hommage an den ab 1936 hergestellten Bugatti Type 57 SC Atlantic, der mit seiner von Jean Bugatti entworfenen genieteten Karosserie zu den bekanntesten Sportwagen der Marke gehört und einer der „ausgefallensten Oldtimer“ ist. Vom „Atlantic“ entstanden vier Stück. Drei von ihnen waren Kundenfahrzeuge; der vierte Wagen wurde seinerzeit von Jean Bugatti privat genutzt und ist seit dem Versuch verschollen, ihn während des Zweiten Weltkriegs vor dem Zugriff der deutschen Besatzungsmacht zu schützen. Dieses ursprünglich schwarz lackierte Auto, das als La Voiture Noire bekannt ist, gehört zu den Mythen der Marke Bugatti. Nach ihm wird nach wie vor gesucht. Experten schätzen seinen Marktwert – für den Fall, dass er gefunden wird – auf 100 Millionen Euro.
An eben dieses Exemplar soll La Voiture Noire aus dem Jahr 2019 anknüpfen. Das Auto wurde im März 2019 auf dem Genfer Auto-Salon erstmals präsentiert. Das Fahrzeug, das mittels Elektromotoren manövrierfähig gemacht wurde, verfügte zu diesem Zeitpunkt weder über den endgültigen Antriebsstrang noch über einen ausgestalteten Innenraum. Während es in 12 Wochen aufgebaut wurde, wurde die Fertigstellung des endgültigen Fahrzeugs für 2021 erwartet.

## Design

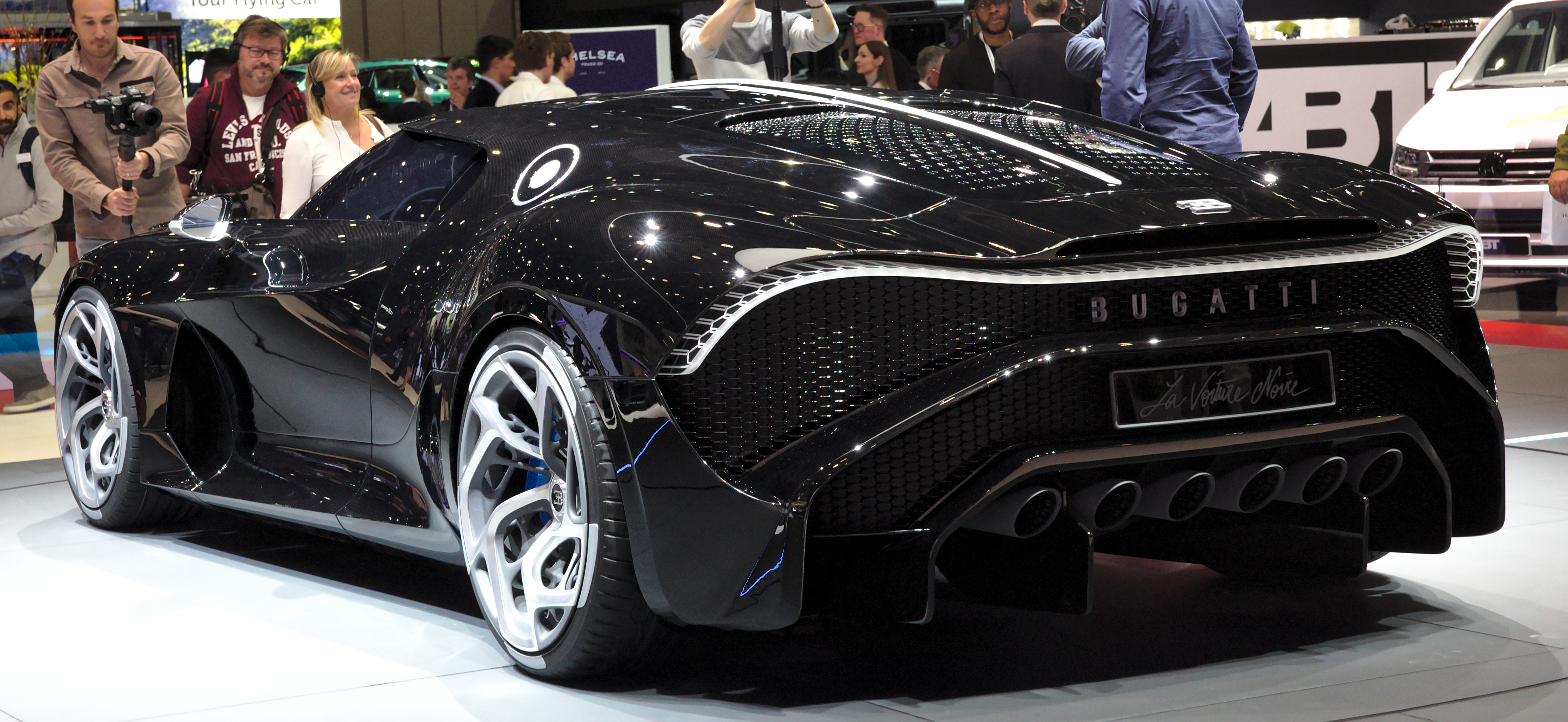
Karosserie mit sichtbarem CFK-Gewebe

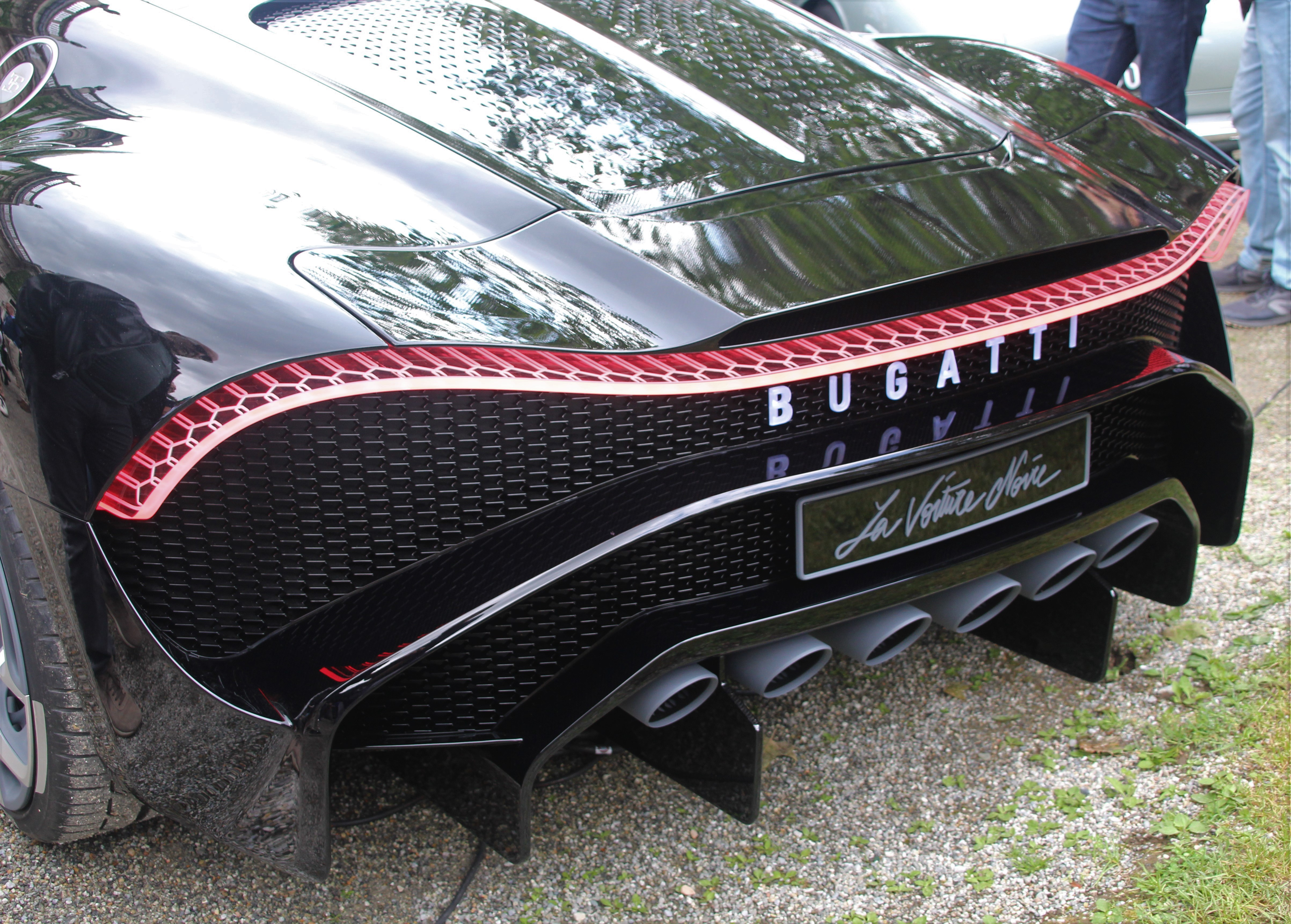
Heckansicht mit aktivem Leuchtenband

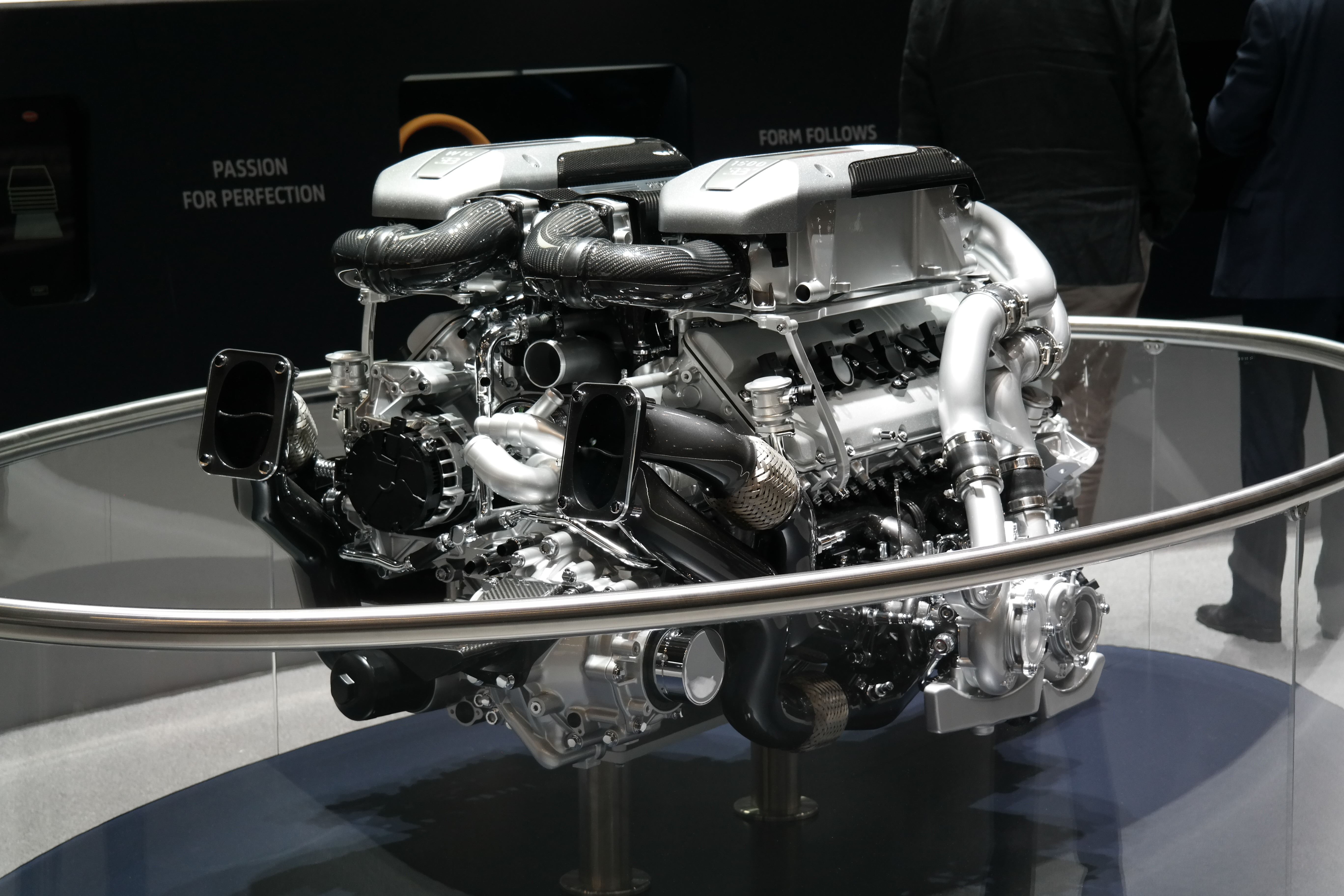
W16-Motor von Bugatti

Die Karosserie des Autos ist stilistisch eigenständig. Sie wurde vom deutschen Bugatti-Designchef Achim Anscheidt und seinem französischen Stellvertreter Étienne Salomé gestaltet. Der Aufbau besteht aus kohlenstofffaserverstärktem Kunststoff, ist nicht farbig lackiert und erscheint daher schwarz. Der Hersteller spricht von Sichtkarbon. Von der Fahrzeugfront bis zum Heck verläuft mittig eine Finne, die ein charakteristisches Designmerkmal des Bugatti T57 Atlantic aufgreift. Beim Vorkriegsfahrzeug waren die linke und die rechte Hälfte der Karosserie über aufrecht stehende Flansche zusammengenietet. Bei der Neuauflage von La Voiture Noire ist dieses Element allerdings funktionslos, auf selber Breite befindet sich die vertikale Ruhestellung des Frontscheibenwischers. La Voiture Noire hat eine stark vorstehende Fahrzeugnase, die in eine ausgeprägte Kühleröffnung übergeht. Diese hat wie die Kühler der Vorkriegs-Bugattis die Form eines Hufeisens. Die Gestaltung der Frontpartie greift Vorlagen des 2018 vorgestellten Bugatti Divo auf. Auch die Heckpartie hebt sich vom Chiron ab. Sie ist von einem geschwungenen, waagerecht verlaufenden Leuchtenband geprägt, das weiter hinaufversetzt wurde, um die Abführung der Motorhitze zu verbessern. Am unteren Ende sitzen die sechs Endrohre der Auspuffanlage. Die Räder haben sich in mehreren Ebenen überlappende Speichen, sie sind im 3D-Druck-Verfahren entstanden und sollen für das fertige Fahrzeug noch in der Struktur überarbeitet werden.
Im Mai 2019 gewann das Fahrzeug den durch das Publikum entschiedenen Preis „Concorso d’Eleganza Design Award For Concept Cars & Prototypes“ auf der gleichnamigen Veranstaltung in Villa d’Este am Comer See, Italien.

## Technik
La Voiture Noire soll im komplettierten Zustand technisch auf dem Bugatti Chiron basieren. Er wird von dem auch im Chiron verwendeten 16-Zylinder-W-Motor angetrieben werden, der 7993 cm³ Hubraum hat und maximal 1103 kW (1500 PS) leistet. Der Motor wird in der Fahrzeugmitte eingebaut. Das Auto wird Allradantrieb erhalten. Die Leistung wird von einem automatischen Doppelkupplungsgetriebe mit sieben Vorwärtsgängen übertragen.

## Verbleib
Mit einem Kaufpreis von elf Millionen Euro vor Steuern ist das Fahrzeug der teuerste jemals hergestellte Neuwagen. Nach der Ausstellung in Genf wurde europaweit berichtet, der portugiesische Fußballer Cristiano Ronaldo habe La Voiture Noire gekauft. Auch der ehemalige Volkswagen-Konzernchef Ferdinand Piëch wurde in der Presse mit dem Fahrzeug in Verbindung gebracht. Bugatti-Chef Stephan Winkelmann dementierte die Berichte allerdings mit einigem zeitlichen Abstand. Im Dezember 2021 wurde das Fahrzeug im Kanton Zürich in der Schweiz zugelassen. Der Besitzer ist ein 40- bis 49-Jähriger Schweizer, dessen Identität nicht veröffentlicht wurde.

## Rezeption
Dass allein mit der Namensgleichheit ein willkürlicher Bezug zwischen dem Unikat von 2019 und dem klassischen Bugatti aus der Vorkriegszeit hergestellt wird, ist nicht ohne Kritik geblieben. Paolo Tumminelli, Professor für Designkonzepte an der Technischen Hochschule Köln, wirft Bugatti vor, Schindluder mit einer Legende zu treiben.

„[…] Je obszöner das Objekt und desto abstruser der Preis, umso besser die Verkaufsaussichten. […] Wenn man lediglich an den Namen des teuersten Gebrauchtwagens der Welt anknüpft, treibt man Schindluder mit der Legende. Jean Bugatti würde sich im Graben drehen, wenn er davon wüsste. […] Ein fünfter, neuer "Atlantic", das ist nicht mehr als ein Mega-Souvenir.“